# Gamma-Diversität
Die Gamma-Diversität beschreibt die Artenvielfalt einer Landschaft, beginnend von ca. 1.000 ha bis hin zu ca. 1.000.000 ha. Demnach beinhaltet die Gamma-Diversität meist eine Vielzahl von Alpha-Diversitäten, die sich jedoch nicht zwingend bedeutend durch ihre Beta-Diversitäten unterscheiden müssen. Hunter (2002) beschreibt Gamma-Diversität als „die Diversität von Arten auf einer geographischen Skala.“ Die Gamma-Diversität ist wiederum ein Teil der Epsilon-Diversität, die die Artenvielfalt mehrerer Landschaften in einer geografischen Region beschreibt.

## Belege
1. ↑  Hunter, M. Jnr. (2002). Fundamentals of Conservation Biology. (Second Edition). Massachusetts, U.S.A.: Blackwell Science.